# Jackson Withrow
Jackson Withrow (ur. 7 lipca 1993 w Omaha) – amerykański tenisista.

## Kariera tenisowa
Withrow jest zwycięzcą dziewięciu turniejów rangi ATP Tour w grze podwójnej z szesnastu rozegranych finałów. 
W karierze wygrał 14 deblowych turniejów cyklu ATP Challenger Tour. Ponadto zwyciężył w trzech turniejach rangi ITF w grze podwójnej.
W 2011 roku zadebiutował w imprezie wielkoszlemowej podczas US Open w grze podwójnej. Startując w parze z Jackiem Sockiem, odpadł w pierwszej rundzie turnieju.
W rankingu gry podwójnej najwyżej sklasyfikowany był na 16. miejscu (19 lutego 2024).

### Historia występów wielkoszlemowych w grze podwójnej
Legenda
     W, wygrany turniej
     F, przegrana w finale
     SF, przegrana w półfinale
     QF, przegrana w ćwierćfinale
     xR, przegrana w x rundzie
     Qx, przegrana w x rundzie kwalifikacji
     A, brak startu
     NH, turniej nie odbył się
| Turniej         | 2011 | 2012 | 2013 | 2014 | 2015 | 2016 | 2017 | 2018 | 2019 | 2020 | 2021 | 2022 | 2023 | 2024 | Tytuły | Z–P     |  |
| --------------- | ---- | ---- | ---- | ---- | ---- | ---- | ---- | ---- | ---- | ---- | ---- | ---- | ---- | ---- | ------ | ------- |  |
| Australian Open | A    | A    | A    | A    | A    | A    | A    | A    | 3R   | 2R   | A    | 2R   | 1R   | 3R   | 0 / 5  | 5 – 5   |  |
| French Open     | A    | A    | A    | A    | A    | A    | A    | 1R   | A    | 1R   | 1R   | 3R   | 1R   | 1R   | 0 / 6  | 2 – 6   |  |
| Wimbledon       | A    | A    | A    | A    | A    | A    | A    | 1R   | A    | NH   | 1R   | 2R   | QF   | 3R   | 0 / 5  | 6 – 5   |  |
| US Open         | 1R   | A    | A    | A    | A    | A    | 2R   | 2R   | QF   | 2R   | 2R   | 2R   | QF   |      | 0 / 8  | 11 – 8  |  |
|                 |      |      |      |      |      |      |      |      |      |      |      |      |      |      |        |         |  |
| Bilans spotkań  | 0–1  | 0–0  | 0–0  | 0–0  | 0–0  | 0–0  | 1–1  | 1–3  | 5–2  | 2–3  | 1–3  | 5–4  | 6–4  | 3–3  | 0 / 24 | 24 – 24 |  |

### Finały w turniejach ATP Tour
| Legenda                                      |
| -------------------------------------------- |
| Wielki Szlem                                 |
| Igrzyska olimpijskie                         |
| Tennis Masters Cup / ATP Finals              |
| ATP Masters Series / ATP Tour Masters 1000   |
| ATP International Series Gold / ATP Tour 500 |
| ATP International Series / ATP Tour 250      |

#### Gra podwójna (9–7)
| Końcowy wynik | Nr | Data                 | Turniej          | Nawierzchnia  | Partner           | Przeciwnicy                           | Wynik finału         |
| ------------- | -- | -------------------- | ---------------- | ------------- | ----------------- | ------------------------------------- | -------------------- |
| Finalista     | 1. | 11 lutego 2018       | Quito            | Ceglana       | Austin Krajicek   | Nicolás Jarry Hans Podlipnik-Castillo | 6:7(6), 3:6          |
| Zwycięzca     | 1. | 25 lutego 2018       | Delray Beach     | Twarda        | Jack Sock         | Nicholas Monroe John-Patrick Smith    | 4:6, 6:4, 10–8       |
| Zwycięzca     | 2. | 25 września 2022     | San Diego        | Twarda        | Nathaniel Lammons | Jason Kubler Luke Saville             | 7:6(5), 6:2          |
| Finalista     | 2. | 16 października 2022 | Gijón            | Twarda (hala) | Nathaniel Lammons | Máximo González Andrés Molteni        | 7:6(6), 6:7(4), 5–10 |
| Finalista     | 3. | 14 stycznia 2023     | Auckland         | Twarda        | Nathaniel Lammons | Nikola Mektić Mate Pavić              | 4:6, 7:6(5), 6–10    |
| Finalista     | 4. | 12 lutego 2023       | Dallas           | Twarda (hala) | Nathaniel Lammons | Jamie Murray Michael Venus            | 6:1, 6:7(4), 7–10    |
| Finalista     | 5. | 4 marca 2023         | Acapulco         | Twarda        | Nathaniel Lammons | Alexander Erler Lucas Miedler         | 6:7(9), 6:7(3)       |
| Zwycięzca     | 3. | 23 lipca 2023        | Newport          | Trawiasta     | Nathaniel Lammons | William Blumberg Max Purcell          | 6:3, 5:7, 10–5       |
| Zwycięzca     | 4. | 31 lipca 2023        | Atlanta          | Twarda        | Nathaniel Lammons | Max Purcell Jordan Thompson           | 7:6(3), 7:6(4)       |
| Zwycięzca     | 5. | 26 sierpnia 2023     | Winston-Salem    | Twarda        | Nathaniel Lammons | Lloyd Glasspool Neal Skupski          | 6:3, 6:4             |
| Finalista     | 6. | 26 września 2023     | Zhuhai           | Twarda        | Nathaniel Lammons | Jamie Murray Michael Venus            | 4:6, 4:6             |
| Zwycięzca     | 6. | 3 października 2023  | Astana           | Twarda (hala) | Nathaniel Lammons | Mate Pavić John Peers                 | 7:6(4), 7:6(7)       |
| Finalista     | 7. | 29 października 2023 | Wiedeń           | Twarda (hala) | Nathaniel Lammons | Rajeev Ram Joe Salisbury              | 4:6, 7:5, 10–12      |
| Zwycięzca     | 7. | 16 czerwca 2024      | ’s-Hertogenbosch | Trawiasta     | Nathaniel Lammons | Wesley Koolhof Nikola Mektić          | 7:6(5), 7:6(3)       |
| Zwycięzca     | 8. | 28 lipca 2024        | Atlanta          | Twarda        | Nathaniel Lammons | André Göransson Sem Verbeek           | 4:6, 6:4, 12–10      |
| Zwycięzca     | 9. | 4 sierpnia 2024      | Waszyngton       | Twarda        | Nathaniel Lammons | Rafael Matos Marcelo Melo             | 7:5, 6:3             |